# Гамільтон (Нью-Йорк)
Гамільтон (англ. Hamilton) — місто (англ. town) в США, в окрузі Медісон штату Нью-Йорк. Населення — 6379 осіб (2020).

## Демографія
Згідно з переписом 2010 року, у місті мешкало 6690 осіб у 1891 домогосподарстві у складі 1033 родин. Було 2147 помешкань
Расовий склад населення:
| - 89,6 % — білих - 3,7 % — азіатів - 3,6 % — чорних або афроамериканців - 0,1 % — корінних американців |

До двох чи більше рас належало 2,3 %. Частка іспаномовних становила 3,6 % від усіх жителів.
За віковим діапазоном населення розподілялося таким чином: 12,8 % — особи молодші 18 років, 76,4 % — особи у віці 18—64 років, 10,8 % — особи у віці 65 років та старші. Медіана віку мешканця становила 22,1 року. На 100 осіб жіночої статі у місті припадало 90,0 чоловіків;  на 100 жінок у віці від 18 років та старших — 88,7 чоловіків також старших 18 років.
Середній дохід на одне домашнє господарство  становив 78 652 долари США (медіана — 70 000), а середній дохід на одну сім'ю — 99 103 долари (медіана — 88 488). Медіана доходів становила 51 438 доларів для чоловіків та 48 603 долари для жінок. За межею бідності перебувало 11,4 % осіб, у тому числі 4,6 % дітей у віці до 18 років та 8,7 % осіб у віці 65 років та старших.
Цивільне працевлаштоване населення становило 2779 осіб. Основні галузі зайнятості: освіта, охорона здоров'я та соціальна допомога — 52,9 %, мистецтво, розваги та відпочинок — 11,1 %, роздрібна торгівля — 8,5 %.